# Фара (Кјети)
Фара (итал. Fara) је насеље у Италији у округу Кјети, региону Абруцо.
Према процени из 2011. у насељу је живело 78 становника. Насеље се налази на надморској висини од 291 м.